# Lliga austríaca d'hoquei sobre patins masculina
La Lliga austríaca d'hoquei sobre patins masculina (en alemany:Österreichischer Meister) és la competició nacional d'hoquei patins d'Àustria. És disputà des de 1992. El club amb més títols és el RHC Dornbirn, amb 16.

## Historial
- 2022: RHC Dornbirn[1]
- 2021-20: No disputat
- 2019: RHC Wolfurt
- 2018: RHC Dornbirn
- 2017: RHC Dornbirn
- 2016: RHC Dornbirn
- 2015: RHC Wolfurt
- 2014: RHC Villach
- 2013: RHC Dornbirn
- 2012: RHC Dornbirn
- 2011: RHC Dornbirn
- 2010: RHC Dornbirn
- 2009: RHC Dornbirn
- 2008: RHC Dornbirn
- 2007: RHC Wolfurt
- 2006: RHC Dornbirn
- 2005: RHC Dornbirn
- 2004: RHC Dornbirn
- 2003: RHC Dornbirn
- 2002: RHC Dornbirn
- 2001: RHC Wolfurt
- 2000: RHC Dornbirn
- 1999: RHC Villach
- 1998: RHC Villach
- 1997: RHC Villach
- 1996: RHC Wolfurt
- 1995: RHC Wolfurt
- 1994: RHC Villach
- 1993: RHC Villach
- 1992: RHC Villach

## Palmarès
- 16 títols: RHC Dornbirn
- 7 títols: RHC Villach
- 6 títols: RHC Wolfurt